# The Valley of Doubt
The Valley of Doubt er en amerikansk stumfilm fra 1920 af Burton George.

## Medvirkende
- Arline Pretty som Marion
- Thurston Hall som Jules
- Anna Lehr som Annice
- William B. Davidson som Macy
- Robert Agnew som Tommy
- Jack Castello som Jacques
- T.J. Murray som Hilgrade
- John Ardizoni som Durant